# Julia Stratmann
Julia Stratmann (* 20. Mai 1978 in Monheim) ist eine deutsche ehemalige Geräteturnerin.

## Leben
Stratmann wuchs mit fünf Brüdern auf. Sie besuchte das Internat des Gymnasiums Herkenrath bis zum 10. Schuljahr im Präsenzunterricht und absolvierte die 11. Jahrgangsstufe als auf zwei Jahre gestreckten Fernunterricht, um sich auf einen anvisierten Start bei den Olympischen Spielen 1996 vorzubereiten.
Stratmann wurde bei den Deutschen Turnmeisterschaften 1993 zweifache Deutsche Meisterin in den Disziplinen Bodenturnen und Schwebebalken sowie Dritte im Mehrkampf.
Bei den Turn-Weltmeisterschaften 1994 erreichte sie das Finale im Einzelwettbewerb Schwebebalken und belegte den achten Platz.